# Ravshan Irmatov

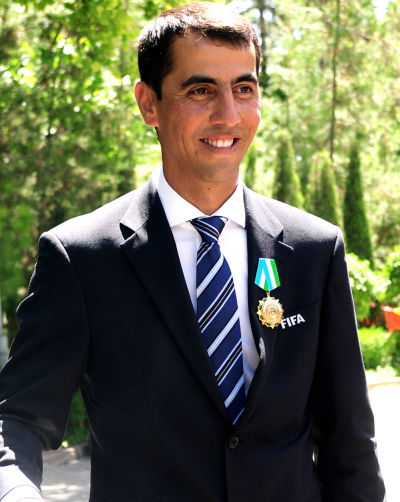
Ravshan Irmatov

Ravshan Irmatov (Oezbeeks: Ravshan Ermatov; Tasjkent, 9 augustus 1977) is een voetbalscheidsrechter uit Oezbekistan. Hij is een internationaal scheidsrechter voor de FIFA sinds 2003.
Irmatov werd in 2008 en 2009 uitgeroepen tot beste scheidsrechter van Azië en floot de finale van het wereldkampioenschap voetbal voor clubs 2008 tussen Manchester United FC en LDU Quito.
Hij floot ook de openingswedstrijd van het Wereldkampioenschap voetbal 2010 tussen gastland Zuid-Afrika en Mexico. Op 6 juli heeft hij op ditzelfde toernooi de halve finale tussen Nederland en Uruguay in Kaapstad geleid.
In maart 2013 noemde de FIFA Irmatov een van de vijftig potentiële scheidsrechters voor het Wereldkampioenschap voetbal 2014 in Brazilië. Op 15 januari 2014 maakte de wereldvoetbalbond bekend dat hij een van de 25 scheidsrechters op het toernooi zou zijn. Daarbij zou hij geassisteerd worden door Abdukhamidullo Rasulov en Bakhadyr Kochkarov.
Irmatov floot op het Wereldkampioenschap voetbal 2014 4 wedstrijden, waaronder de kwartfinale tussen het Nederlands voetbalelftal en Costa Rica. Daarmee vestigde hij een nieuw record. Hij heeft als enige scheidsrechter ter wereld 9 wedstrijden geleid op een WK voetbal.

## Interlands
| Datum            | Wedstrijd                                  | Uitslag | Competitie                       | Kreeg geel | Kreeg voor de tweede keer geel en dus rood | Weggestuurd |
| ---------------- | ------------------------------------------ | ------- | -------------------------------- | ---------- | ------------------------------------------ | ----------- |
| 31 maart 2004    | Vietnam – Libanon                          | 0 – 2   | Kwalificatie WK 2006             | 2          | 0                                          | 1           |
| 13 oktober 2004  | Libanon – Zuid-Korea                       | 1 – 1   | Kwalificatie WK 2006             | 2          | 0                                          | 0           |
| 23 juli 2004     | Verenigde Arabische Emiraten – Zuid-Korea  | 0 – 2   | Aziatisch kampioenschap          | 4          | 0                                          | 1           |
| 30 maart 2005    | Japan – Bahrein                            | 1 – 0   | Kwalificatie WK 2006             | 5          | 0                                          | 0           |
| 1 maart 2006     | Oman – Jordanië                            | 3 – 0   | Kwalificatie AK 2007             | 5          | 0                                          | 0           |
| 16 augustus 2006 | Iran – Syrië                               | 1 – 1   | Kwalificatie AK 2007             | 4          | 0                                          | 0           |
| 7 februari 2007  | Oezbekistan – Azerbeidzjan                 | 0 – 0   | Vriendschappelijk                | 1          | 0                                          | 0           |
| 7 maart 2007     | Kazachstan – Kirgizië                      | 2 – 0   | Vriendschappelijk                | 1          | 0                                          | 0           |
| 26 oktober 2007  | Afghanistan – Syrië                        | 1 – 2   | Kwalificatie WK 2010             | 0          | 0                                          | 0           |
| 21 november 2007 | Oezbekistan – Estland                      | 0 – 0   | Vriendschappelijk                | 2          | 0                                          | 1           |
| 6 februari 2008  | Verenigde Arabische Emiraten – Koeweit     | 2 – 0   | Kwalificatie WK 2010             | 2          | 0                                          | 0           |
| 1 juni 2008      | Australië – Irak                           | 1 – 0   | Kwalificatie WK 2010             | 4          | 0                                          | 0           |
| 22 juni 2008     | Japan – Bahrein                            | 1 – 0   | Kwalificatie WK 2010             | 3          | 0                                          | 0           |
| 6 september 2008 | Verenigde Arabische Emiraten – Noord-Korea | 1 – 2   | Kwalificatie WK 2010             | 2          | 0                                          | 0           |
| 28 januari 2009  | Bahrein – Japan                            | 1 – 0   | Kwalificatie AK 2011             | 2          | 0                                          | 0           |
| 11 februari 2009 | Noord-Korea – Saoedi-Arabië                | 1 – 0   | Kwalificatie WK 2010             | 3          | 0                                          | 0           |
| 10 juni 2009     | Iran – Verenigde Arabische Emiraten        | 1 – 0   | Kwalificatie WK 2010             | 4          | 0                                          | 0           |
| 5 september 2009 | Oezbekistan – Iran                         | 0 – 0   | Vriendschappelijk                | 1          | 0                                          | 2           |
| 9 september 2009 | Saoedi-Arabië – Bahrein                    | 2 – 2   | Kwalificatie WK 2010             | 0          | 0                                          | 0           |
| 6 januari 2010   | Koeweit – Australië                        | 2 – 2   | Kwalificatie AK 2011             | 1          | 0                                          | 0           |
| 11 juni 2010     | Zuid-Afrika – Mexico                       | 1 – 1   | WK 2010                          | 4          | 0                                          | 0           |
| 18 juni 2010     | Engeland – Algerije                        | 0 – 0   | WK 2010                          | 0          | 0                                          | 0           |
| 22 juni 2010     | Griekenland – Argentinië                   | 0 – 2   | WK 2010                          | 2          | 0                                          | 0           |
| 3 juli 2010      | Argentinië – Duitsland                     | 0 – 4   | WK 2010                          | 4          | 0                                          | 0           |
| 6 juli 2010      | Uruguay – Nederland                        | 2 – 3   | WK 2010                          | 5          | 0                                          | 0           |
| 11 augustus 2010 | Kazachstan – Oman                          | 3 – 1   | Vriendschappelijk                | 3          | 0                                          | 0           |
| 4 september 2010 | Polen – Oekraïne                           | 1 – 1   | Vriendschappelijk                | 2          | 0                                          | 0           |
| 12 oktober 2010  | Zuid-Korea – Japan                         | 0 – 0   | Vriendschappelijk                | 1          | 0                                          | 0           |
| 11 januari 2011  | Irak – Iran                                | 1 – 2   | Aziatisch kampioenschap          | 1          | 0                                          | 0           |
| 17 januari 2011  | Saoedi-Arabië – Japan                      | 0 – 5   | Aziatisch kampioenschap          | 3          | 0                                          | 0           |
| 22 januari 2011  | Iran – Zuid-Korea                          | 0 – 1   | Aziatisch kampioenschap          | 5          | 0                                          | 0           |
| 29 januari 2011  | Australië – Japan                          | 0 – 1   | Aziatisch kampioenschap          | 3          | 0                                          | 0           |
| 7 juni 2011      | Zuid-Korea – Ghana                         | 2 – 1   | Vriendschappelijk                | 1          | 0                                          | 0           |
| 10 augustus 2011 | Japan – Zuid-Korea                         | 3 – 0   | Vriendschappelijk                | 3          | 0                                          | 0           |
| 6 september 2011 | Jordanië – China                           | 2 – 1   | Kwalificatie WK 2014             | 5          | 0                                          | 0           |
| 11 oktober 2011  | Thailand – Saoedi-Arabië                   | 0 – 0   | Kwalificatie WK 2014             | 1          | 0                                          | 0           |
| 11 november 2011 | Verenigde Arabische Emiraten – Zuid-Korea  | 0 – 2   | Kwalificatie WK 2014             | 5          | 0                                          | 0           |
| 29 februari 2012 | Iran – Qatar                               | 2 – 2   | Kwalificatie WK 2014             | 2          | 0                                          | 0           |
| 3 juni 2012      | Japan – Oman                               | 3 – 0   | Kwalificatie WK 2014             | 2          | 0                                          | 0           |
| 7 september 2012 | Oezbekistan – Koeweit                      | 3 – 0   | Vriendschappelijk                | 2          | 0                                          | 0           |
| 22 december 2012 | Thailand – Singapore                       | 1 – 0   | Zuidoost-Aziatisch kampioenschap | 6          | 0                                          | 0           |
| 5 januari 2013   | Bahrein – Oman                             | 0 – 0   | Golf Cup of Nations              | 5          | 0                                          | 0           |
| 12 januari 2013  | Koeweit – Saoedi-Arabië                    | 1 – 0   | Golf Cup of Nations              | 2          | 0                                          | 0           |
| 15 januari 2013  | Irak – Bahrein                             | 1 – 1   | Golf Cup of Nations              | 6          | 0                                          | 0           |
| 6 februari 2013  | Saoedi-Arabië – China                      | 2 – 1   | Kwalificatie AK 2015             | 6          | 0                                          | 0           |
| 26 maart 2013    | Australië – Oman                           | 2 – 2   | Kwalificatie WK 2014             | 4          | 0                                          | 0           |
| 22 juni 2013     | Italië – Brazilië                          | 2 – 4   | Confederations Cup               | 4          | 0                                          | 0           |
| 12 oktober 2013  | Zuid-Korea – Brazilië                      | 0 – 2   | Vriendschappelijk                | 2          | 0                                          | 0           |
| 15 oktober 2013  | Libanon – Koeweit                          | 1 – 1   | Kwalificatie AK 2015             | 3          | 0                                          | 0           |
| 19 november 2013 | Indonesië – Irak                           | 0 – 2   | Kwalificatie AK 2015             | 0          | 0                                          | 0           |
| 5 maart 2014     | Jordanië – Syrië                           | 2 – 1   | Kwalificatie AK 2015             | 6          | 1                                          | 0           |
| 29 mei 2014      | Oezbekistan – Oman                         | 0 – 1   | Vriendschappelijk                | 0          | 0                                          | 0           |
| 15 juni 2014     | Zwitserland – Ecuador                      | 2 – 1   | WK 2014                          | 2          | 0                                          | 0           |
| 23 juni 2014     | Kroatië – Mexico                           | 1 – 3   | WK 2014                          | 3          | 0                                          | 1           |
| 26 juni 2014     | Verenigde Staten – Duitsland               | 0 – 1   | WK 2014                          | 3          | 0                                          | 0           |
| 5 juli 2014      | Nederland – Costa Rica                     | 0 – 0   | WK 2014                          | 6          | 0                                          | 0           |
| 3 september 2014 | Rusland – Azerbeidzjan                     | 4 – 0   | Vriendschappelijk                | 1          | 0                                          | 0           |
| 7 september 2014 | Oezbekistan – Nieuw-Zeeland                | 3 – 1   | Vriendschappelijk                | 0          | 0                                          | 0           |
| 12 november 2014 | Turkije – Brazilië                         | 0 – 4   | Vriendschappelijk                | 1          | 0                                          | 0           |
| 9 januari 2015   | Australië – Koeweit                        | 4 – 1   | Aziatisch kampioenschap          | 2          | 0                                          | 0           |
| 15 januari 2015  | Qatar – Iran                               | 0 – 1   | Aziatisch kampioenschap          | 2          | 0                                          | 0           |
| 20 januari 2015  | Japan – Jordanië                           | 2 – 0   | Aziatisch kampioenschap          | 4          | 0                                          | 0           |
| 27 januari 2015  | Australië – Verenigde Arabische Emiraten   | 2 – 0   | Aziatisch kampioenschap          | 2          | 0                                          | 0           |
| 26 maart 2015    | Qatar – Algerije                           | 1 – 0   | Vriendschappelijk                | 2          | 0                                          | 0           |
| 12 mei 2015      | Kazachstan – Burkina Faso                  | 0 – 0   | Vriendschappelijk                | 1          | 0                                          | 0           |
| 8 oktober 2015   | Syrië – Japan                              | 0 – 3   | Kwalificatie WK 2018             | 2          | 0                                          | 0           |
| 9 oktober 2016   | Rusland – Costa Rica                       | 3 – 4   | Vriendschappelijk                | 1          | 0                                          | 0           |
| 23 maart 2017    | Verenigde Arabische Emiraten – Japan       | 0 – 2   | Kwalificatie WK 2018             | 5          | 0                                          | 0           |
| 7 juni 2017      | Australië – Saoedi-Arabië                  | 3 – 2   | Kwalificatie WK 2018             | 0          | 0                                          | 0           |
| 10 oktober 2017  | Australië – Syrië                          | 2 – 1   | Kwalificatie WK 2018             | 5          | 1                                          | 0           |